# Белорецкое водохранилище
Белорецкое водохранилище (Белорецкий пруд) — водохранилище, созданное в 1751 году. Створ плотины расположен в 1320 км от устья реки Белой на территории Белорецкого района Республики Башкортостан.

## История
Пруд был создан во второй половине XVIII века путём запружения реки Белой для водоснабжения Белорецкого металлургического завода, вокруг которого впоследствии вырос город Белорецк. Первая плотина была земляной и имела длину около 790 метров и высоту около 8 метров.
На отдельном канале Белорецкого водохранилища действовала Белорецкая ГЭС.

## Мост через Белорецкий пруд
Одной из главных достопримечательностей Белорецкого пруда является пешеходный деревянный мост, построенный в 1936 году. Его длина составляет около 550 метров, что по неподтверждённым данным делает его самым длинным деревянным мостом в России.
По мосту некоторые белоречане пешком ходили на работу на металлургический комбинат. В 1941 году по нему пролегал путь солдат, уходивших на войну, к станции узкоколейной железной дороги.
На фоне этого моста снимались кадры из советского многосерийного фильма «Вечный зов».
В настоящее время мост находится в аварийном состоянии — сгнили опоры, перила и полы. В связи с опасностью для пешеходов, местные власти официально запретили его использовать. Администрацией города высказывались предложения о сносе моста, чтобы предотвратить возможные несчастные случаи. Однако жители Белорецка считают мост местной достопримечательностью и в попытках сохранить его создали соответствующую петицию.
В декабре 2019 года советник главы Башкортостана по развитию общественных пространств Ольга Сарапулова сообщила о результатах обсуждения судьбы моста на совещании в формате «Часа городской среды».
По словам Ольги Сарапуловой, было принято решение произвести консервацию сохранных конструкций Белорецкого моста до принятия окончательного решения по его дальнейшей судьбе. Также советник главы РБ сообщила о планах по проработке всех возможных вариантов по восстановлению переправы.
Как сообщила Ольга Сарапулова, по произведенным расчётам, стоимость восстановления моста обойдется в 30-50 миллионов рублей. Потребуется замена опор моста, ограждения и перекрытия могут быть восстановлены частично из сохранившихся деталей, частично как реплика. На содержание моста потребуется порядка 120 тысяч в год.
На постройку Белорецкого моста в 1936 году было потрачено 100 тысяч рублей.